# Pohrebky
Pohrebky (ukrainisch Погребки; russisch Погребки Pogrebki) ist ein Dorf in der ukrainischen Oblast Sumy mit etwa 600 Einwohnern (2004).
Das 1552 erstmals erwähnte Dorf hieß zwischen 1969 und 2016 Korottschenkowe nach dem hier 1894 geborenen ukrainisch-sowjetischer Politiker Demjan Korottschenko, der von 1954 bis 1969 Vorsitzender des Obersten Sowjets der Ukrainischen SSR war. 2016 erhielt das Dorf wieder seinen alten Namen Pohrebky.
Die Ortschaft liegt an der Mündung des Swirsch (Свірж) in die Desna, 14 Kilometer südöstlich der, in der Oblast Tschernihiw gelegenen, Stadt Nowhorod-Siwerskyj. Das Rajonzentrum Schostka liegt 27 Kilometer südöstlich und das Oblastzentrum Sumy etwa 200 Kilometer südöstlich des Dorfes.
Am 12. Juni 2020 wurde das Dorf ein Teil der Stadtgemeinde Schostka, bis dahin bildete es zusammen mit den Dörfern Ostrouschky (Остроушки) und Swirsch (Свірж) die Landratsgemeinde Korottschenkowe (Коротченківська сільська рада/Korottschenkiwska silska rada) im Westen des Rajons Schostka.

## Söhne und Töchter der Ortschaft
- Demjan Korottschenko (1894–1969), ukrainisch-sowjetischer Politiker